# Хеликон (митологија)
Хеликон (грч. Ἑλικών) је у грчкој митологији био бог планине Хеликон.

## Митологија
Био је један од Ореа и највероватније, попут осталих планина, син богиње Геје. Према једном предању, Хеликон је имао брата Китерона, који је био његова сушта супротност. Хеликон је био нежан и привржен родитељима, док је Китерон био похлепан и суров, толико да је убио оца и брата. Брата је гурнуо са литице, али је при томе и сам пао. Богови су их претворили у планине. Хеликон је постала дом племенитих муза, док су Китерон населиле ериније. Према писању Корине, Китерон и Хеликон су имали музичко такмичење. Китерон је певао о томе како је Зевс као дете био сакривен од свог оца Крона. Музе су гласале за бољег певача, али тајно, тако што су убацивале каменчиће у златне урне оба певача. Коначно, Китерон је имао више каменчића, те га је Хермес помпезно прогласио победником. Наравно, он се радовао, а музе су га овенчале. Међутим, Хеликон, мучен завишћу, извукао је један камен из стене и изазвао лавину која га је затрпала. Антонин Либерал је такође писао о музичком такмичењу, али између муза и Пијерида. Када су музе певале, небо, звезде, море и реке су стали, али је планина Хеликон поскакивала све до неба од радости, све док је Пегаз није смирио својим копитима, а по вољи Посејдона.